# Старая Иванцовка
Старая Иванцовка (нем. Alt-Weimar) — село в Палласовском районе Волгоградской области, в составе Заволжского сельского поселения.
Основан в 1861 году как немецкая колония Альт-Веймар.
Население - 555 (2010)

## История
Основан в 1861 году выходцами из Усть-Кулалинки (Галка), Водяного Буерака (Штефан), Буйдакова Буерака (Шваб), Нижней Добринки и Ключей (Моор). До октября 1918 года немецкая колония Ней-Галкинской, до 1914 года - Торгунской волости Новоузенского уезда Самарской губернии. Лютеранские приходы Торгун/Моргентау, Веймар (с 1876)
В 1881 году община села Альт-Веймар построила 3-х верстную плотину. Строительство осуществлялось рабочими силами 181 человека в продолжении пяти недель в три осени до заморозков с 1879 по 1881 годы, причём на работу обязаны были выходить все работники и работницы села. Позже жители этого же села устроили коллективным трудом для двух лиманов вал, один длинной в три версты, другой - в две.
По сведениям Самарского губернского статистического комитета за 1910 год в селе Альт-Веймар считалось 120 дворов с числом жителей 705 мужского пола и 735 - женского, всего - 1440 душ обоего пола поселян-собственников, немцев, лютеран. Количество надельной земли удобной показано 5265 десятин, неудобной - 5706 десятин. Село имело молитвенный дом, земскую школу, 3 ветряных мельницы.
После образования в 1918 году трудовой коммуны (автономной области) немцев Поволжья село Альт-Веймар входило сначала в Торгунский район Ровенского уезда (до ликвидации уездов в 1921 г.); 15 мая 1921 года декретом ВЦИК РСФСР Торгунский район был переименован в Палласовский район, а в 1922 года преобразован в Палласовский кантон, к которому село относилось вплоть до ликвидации АССР немцев Поволжья в 1941 году. В советский период село Альт-Веймар являлось административным центром Альт-Веймарского сельского совета. В 1926 г. в Альт-Веймарский сельсовет входили: село Альт-Веймар, хутора Рау, Мецлер, Крамер, Юнг, Крахмал..
Село пережило голод 1921-22 годов: в 1921 году родились 53 человек, умерли – 100. В 1926 году имелись сельсовет, кооперативная лавка, сельскохозяйственное кредитное товарищество, начальная школа,пункт ликбеза, изба-читальня. В 1930-е годы организован колхоз "Альт-Веймар".
До 1927 года село имело два названия: неофициальное немецкое Альт-Веймар и официальное русское - Воронцовка. В 1927 году постановлением ВЦИК "Об изменениях в административном делении Автономной С.С.Р. Немцев Поволжья и о присвоении немецким селениям прежних наименований, существовавших до 1914 года" селу Воронцовка Палласовского кантона присвоено название Альт-Веймар.
28 августа 1941 года был издан Указ Президиума ВС СССР о переселении немцев, проживающих в районах Поволжья, немецкое население депортировано. 7 сентября 1941 года село Альт-Веймар, как и другие населённые пункты Палласовского кантона, вошло в состав Сталинградской области. Указом Президиума Верховного Совета РСФСР от 04 апреля 1942 года № 620/34 село Альт-Веймар было переименовано в село Старая Иванцовка

## Физико-географическая характеристика
Село расположено в северо-западной части Палласовского района, на северной периферии Прикаспийской низменности, на правом берегу реки Торгун на высоте 24 метра над уровнем моря. В окрестностях хутора распространены почвы светло-каштановые солонцеватые и солончаковые
По автомобильным дорогам расстояние до административного центра сельского поселения посёлка Заволжский составляет 14 км, до районного центра города Палласовка - 15 км, до областного центра города Волгоград - 290 км.
Климат
Климат континентальный (согласно классификации климатов Кёппена - Dfa)
Среднегодовая температура положительная и составляет + 7.2 °C, средняя температура самого холодного месяца января - 9.6 °C, самого жаркого месяца июля + 23.7 °C. Многолетняя норма осадков - 335 мм. В течение года осадки распределены примерно равномерно: наименьшее количество выпадает в марте 18 мм, наибольшее в июне 38 мм.
Часовой пояс
Старая Иванцовка, как и вся Волгоградская область, находится в часовой зоне МСК (московское время). Смещение применяемого времени относительно UTC составляет +3:00.

## Население
Динамика численности населения по годам:
| 1883 | 1889 | 1897 | 1904 | 1910 | 1920 | 1922 | 1926 | 1931 | 1987 | 2002 |
| ---- | ---- | ---- | ---- | ---- | ---- | ---- | ---- | ---- | ---- | ---- |
| 654  | 606  | 654  | 1170 | 1440 | 1325 | 1016 | 1030 | 1389 | ≈550 | 770  |

| 2010 |
| ---- |
| 555  |